# Budova evidence Ústřední sociální pojišťovny
Budova evidence Ústřední sociální pojišťovny (bývalá Ústřední sociální pojišťovna, ÚSP) je jedna z administrativních staveb České správy sociálního zabezpečení v Praze 5-Smíchově v ulici Křížová stojící severně od hlavní budovy. Od 11. února 2004 je unikátní zařízení kartotéky chráněno jako kulturní památka České republiky.

## Historie
Budova podle projektu architektů F. A. Libry (1891–1958) a Jiřího Kana (1895–1944) byla postavena v letech 1935–1936. Strojovou kartotéku zkonstruoval Ferdinand Ludwig, její nosnou konstrukci zhotovily Vítkovické železárny a jeřáby dodala strojírna ing. Podhajského z Hostivaře.

### Popis

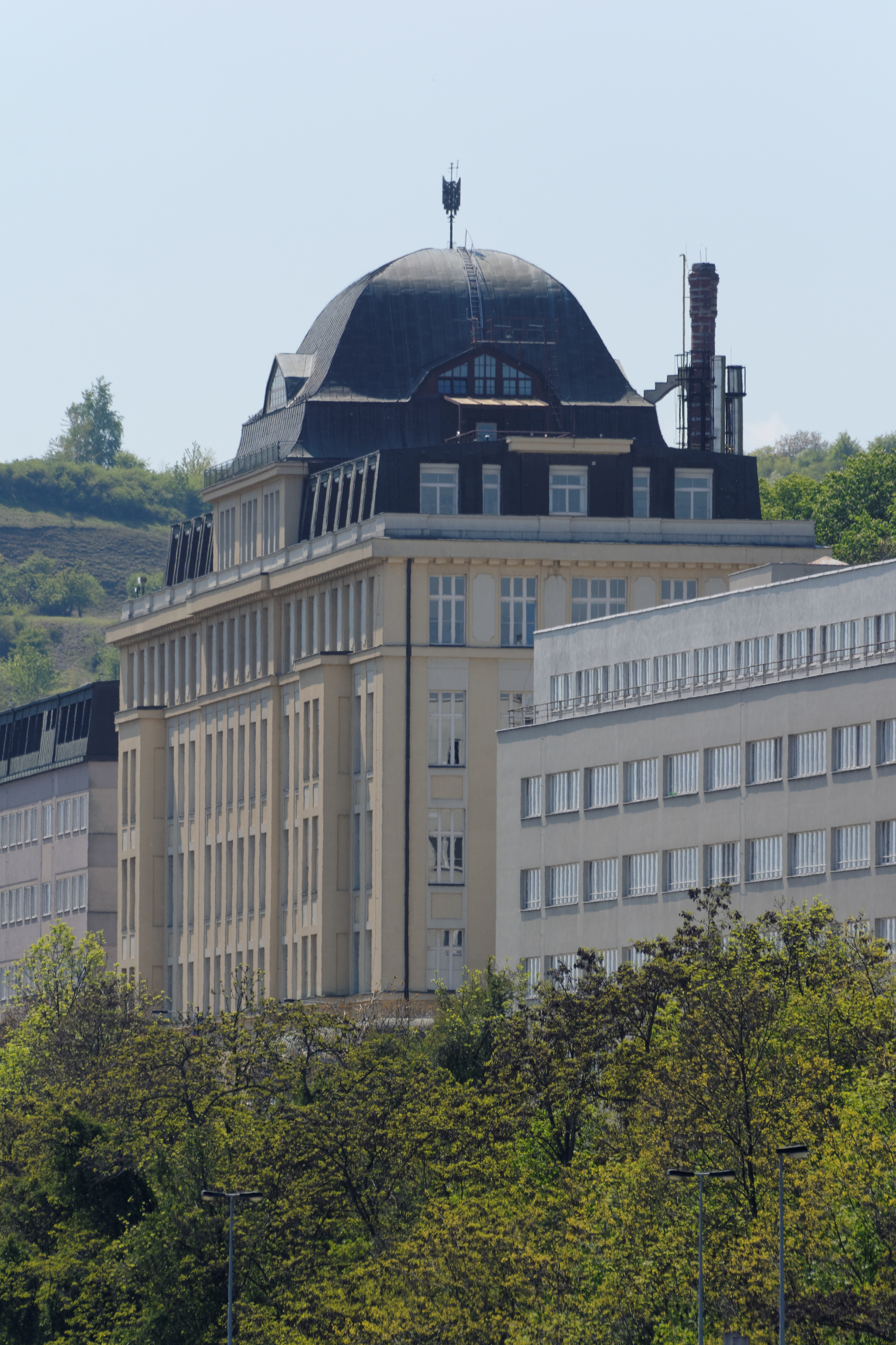
budova s kartotékou vpravo od hlavní budovy

Stavba obdélného půdorysu je situovaná severně od hlavní budovy čp. 1292. Pětipatrová stavba se šestým ustupujícím patrem má hladkou fasádu členěnou horizontálními pásy oken. Hranolové schodiště je připojeno ke kratší severní boční fasádě. Terasa šestého ustupujícího patra je zakončena zábradlím. Strojová kartotéka zabírá první dvě nadzemní podlaží, v horních patrech jsou kanceláře.

### Kartotéka
Vlastní kartotéku tvoří dvě osově souměrné části o délce 50 metrů a výšce 8 metrů, každá o devíti blocích; uvnitř systému mezi zadními stranami těchto dvou částí probíhá úzká chodba. V osmnácti blocích je uloženo celkem 9000 zásuvek (lístkovnic) o délce 3 metry, vysouvání a zasouvání zásuvek ovládá obsluha pedály. Každý blok obsluhuje jeden pojízdný jeřáb-zakladač. Podél zakladačů probíhá široká chodba s jeřábovými drahami na zemi a ve stropě. Jeřáby mají pojízdné pracovní plošiny pro obsluhu kartotéky a manipulaci se zásuvkami. Mechanismus těchto jeřábů umožňuje pohyb plošin všemi směry podél stěny a práci se zakladači, přesné nastavení plošin s pracovištěm obsluhy zajišťují kovové prahy na vodicích drahách ve vodorovném i kolmém směru.
Systém z roku 1936 je stále funkční a používán byl do roku 2002, jako archiv je používán dodnes.

### Zajímavosti
V kartotéce se natáčel film J. A. Holmana Rukavička (1941).